# Shenley
Shenley – wieś w Anglii, w hrabstwie Hertfordshire, w dystrykcie Hertsmere. Leży 19 km na południowy zachód od miasta Hertford i 24 km na północny zachód od centrum Londynu.